# Pterostichus fuchsi
Pterostichus fuchsi är en skalbaggsart som beskrevs av Schaeffer. Pterostichus fuchsi ingår i släktet Pterostichus och familjen jordlöpare. Inga underarter finns listade i Catalogue of Life.